# Кольонія-Надвіслянська
Кольонія-Надвіслянська (пол. Kolonia Nadwiślańska) — село в Польщі, у гміні Солець-над-Віслою Ліпського повіту Мазовецького воєводства.
Населення — 162 особи (2011).
У 1975-1998 роках село належало до Радомського воєводства.

## Демографія
Демографічна структура станом на 31 березня 2011 року:
|          | Загалом | Допрацездатний вік | Працездатний вік | Постпрацездатний вік |
| -------- | ------- | ------------------ | ---------------- | -------------------- |
| Чоловіки | 78      | 15                 | 54               | 9                    |
| Жінки    | 84      | 10                 | 44               | 30                   |
| Разом    | 162     | 25                 | 98               | 39                   |